# Шведов, Александр Викторович
Александр Викторович Шведов (род. 11 апреля 1973) — казахстанский ватерполист, Мастер спорта международного класса Республики Казахстан, вратарь; тренер клуба «Астана».

## Биография

### Клубная карьера
- Бронзовый призёр чемпионата России (1) — 2004/05 в составе команды «Синтеза»

### Карьера в сборной
- Чемпион Азиатских игр (3) — 1998, 2002, 2010
- Серебряный призёр Азиатских игр (1) — 2006
- Чемпион Азии (4) — 1995, 2000, 2004, 2012
- Серебряный призёр чемпионата Азии (1) — 2009
- Участник чемпионата мира (4) — 1994, 1998, 2001, 2011. Лучший результат — 11 место.
- Участник Олимпийских игр (3) — 2000, 2004, 2012. Лучший результат — 11 место.